# Hoplolabis yezoana
Hoplolabis yezoana là một loài ruồi trong họ Limoniidae. Chúng phân bố ở miền Cổ bắc.